# Dorcadion axillare
Dorcadion axillare là một loài bọ cánh cứng trong họ Cerambycidae.